# Oljato-Monument Valley (Arizona)
Pour les articles homonymes, voir Oljato-Monument Valley.
Oljato-Monument Valley est une census-designated place du comté de Navajo, dans l'État de l'Arizona, aux États-Unis. En 2020, elle compte une population de 115 habitants.